# Lion's Gate
Lion's Gate es un territorio de desarrollo de lucha libre profesional ubicada en Tokio, Japón. Es el actual territorio de desarrollo de la de la promoción de lucha profesional New Japan Pro-Wrestling (NJPW). La sucursal se anunció oficialmente el 18 de julio de 2015 y celebró su primer espectáculo el 25 de febrero de 2016. Además de los luchadores de NJPW, Lion's Gate Project también muestra luchadores de otras promociones, lo que da como resultado cartas únicas.
El 25 de febrero de 2016, mismo día de su debut en NJPW World, Lion's Gate realizó su primer evento especial, Lion's Gate Project, y a partir del 19 de mayo, Lion's Gate renombró a todos sus eventos especiales con el nombre de Project.
El proyecto rápidamente hizo comparaciones con el territorio de desarrollo de NXT de la WWE.

## Historia
El 18 de julio de 2015, NJPW celebró una conferencia de prensa sobre diversos elementos relacionados con el futuro de la promoción. Una de ellas fue el establecimiento de una rama de desarrollo , donde NJPW podría descubrir y desarrollar luchadores japoneses y extranjeros. También fue pensado como un lugar donde se podían realizar pruebas para luchadores externos y donde los luchadores heridos podían recuperarse. El plan era que la sucursal finalmente comenzara a ejecutar sus propios pequeños espectáculos. NJPW había intentado anteriormente una rama de desarrollo con un proyecto llamado NEVER, que celebró espectáculos entre 2010 y 2012.
Recientemente, NJPW había sido descrito como "laxa en el cultivo de nuevos talentos", sin embargo, el 3 de enero de 2016, la promoción introdujo cuatro nuevos luchadores con Hirai Kawato y Teruaki Kanemitsu luchando sus partidos de debut, mientras que Katsuya Kitamura y Tomoyuki Oka se dieron a conocer como los dos reclutas más nuevos al dojo NJPW . Dave Meltzer calificó el reclutamiento de los dos exluchadores amateur superiores "probably el movimiento más grande en un par de años cuando se trata de nuevos talentos".

## Próximos eventos PPVs
En la siguiente tabla, se exponen los eventos PPVs actuales de la NXT en curso, a la izquierda el que acaba de ocurrir, en medio el evento en producción, y el derecho el evento por realizarse:

| Predecesor: Lion's Gate Project 12 | Lion's Gate Project 13 13 de junio de 2018 | Sucesor: Lion's Gate Project 14 |